# Alphonse Osch
Pour l’article ayant un titre homophone, voir Osches.
Alphonse Osch, né le 29 avril 1909 dans le village de Moestroff à Bettendorf (Luxembourg) et mort le 18 juin 1997 à Luxembourg (Luxembourg), est un résistant et homme politique luxembourgeois. 

## Biographie
Pendant la Seconde Guerre mondiale, Alphonse Osch est un résistant à l'occupation nazie du Luxembourg. À la Libération, il est l'un des cofondateurs du Groupe patriotique et démocratique (GPD), noyau du futur Parti démocratique (DP).
Membre nommé à l'Assemblée consultative de 1945, l'arrêté grand-ducal du 16 novembre 1945 le nomme aux fonctions de Commissaire général aux Dommages de guerre. En mars 1947, il est désigné ministre de la Santé publique et des Dommages de guerre dans le gouvernement dirigé par Pierre Dupong,. Peu après les élections partielles du 3 juin 1951, dans les circonscriptions du Centre et du Nord, Alphonse Osch n'est pas reconduit dans le gouvernement de coalition entre le Parti populaire chrétien-social (CSV) et le Parti ouvrier socialiste luxembourgeois (LSAP).
Il est élu au conseil communal de la ville de Luxembourg en 1952 et siège en tant que conseiller communal jusqu'en 1961 puis à nouveau de 1971 jusqu'en 1981. À la suite de la démission de Ferdinand Frieden (lb) en novembre 1953, il fait son entrée au sein de la Chambre des députés pour la circonscription Sud où il représente le groupe des démocrates. Alphonse Osch n'est pas réélu aux législatives de 1954.
Il est directeur de la compagnie d'assurances La Bâloise de 1953 à 1975. En sa qualité de représentant de la société, il est l'un des signataires de la première Convention collective de travail (CCT) des salariés du secteur des assurances le 17 mai 1967.

## Décorations
- Commandeur avec couronne de l'ordre d'Adolphe de Nassau[5] (Luxembourg, 1951)
- Chevalier grand-croix de l'ordre d'Orange-Nassau[6] (Pays-Bas, 1951)